# Licin (Cimalaka)
Licin is een bestuurslaag in het regentschap Sumedang van de provincie West-Java, Indonesië. Licin telt 8769 inwoners (volkstelling 2010).